# Vittoria (baseball)
La vittoria (win in lingua inglese), nel baseball, è la statistica accreditata al lanciatore della squadra vincente che si trovava in gioco nel momento in cui la sua squadra ha ottenuto il vantaggio definitivo.
Nelle statistiche viene abbreviata in W.
Le vittorie sono una delle tre statistiche considerate per l'assegnazione della tripla corona dei lanciatori, insieme alla media PGL e agli strikeout.

## Attribuzione
Il riferimento per l'attribuzione della vittoria al lanciatore vincente, e della sconfitta al lanciatore perdente, è il punto grazie al quale la squadra che lo segna assume il comando nel punteggio e lo mantiene per il resto della partita, senza essere più rimontata. Ai fini dell'attribuzione della vittoria, si considera il lanciatore della squadra vincente che era in gioco quando tale punto è stato segnato, o che è stato sostituito in attacco durante l'inning in cui è avvenuta tale segnatura.
Ogni volta che il risultato si trova in parità, ai fini dell'attribuzione di vittoria e sconfitta tutto si azzera, e si riparte da capo. 
Quando una squadra viene superata nel punteggio, tutti i suoi lanciatori scesi in campo fino a quel momento e già sostituiti non possono ottenere la vittoria. Quello in campo nel momento del sorpasso avversario può diventare il lanciatore vincente, se continua a lanciare fino a quando la sua squadra si riporta in vantaggio, sempre che la squadra riesca poi a mantenersi avanti nel punteggio fino al termine della partita.
Se il lanciatore della squadra vincente in gioco al momento del vantaggio definitivo è il lanciatore partente, cioè quello che ha iniziato la partita, la vittoria gli viene accreditata a condizione che abbia disputato almeno 5 inning completi (4 nel caso la partita duri solo 5 inning). Se il partente non ha completato il numero di inning richiesto, la vittoria è attribuita al lanciatore di rilievo che lo ha sostituito, se ce n'è uno solo; qualora i rilievi siano due o più, è il classificatore ufficiale a decidere l'attribuzione della vittoria a quello tra di loro che, a suo giudizio, è stato il più efficace.
Se il lanciatore della squadra vincente in gioco al momento del vantaggio definitivo è un rilievo, la vittoria gli viene accreditata se è l'ultimo lanciatore utilizzato dalla sua squadra, altrimenti per vedersi attribuita la vittoria deve aver disputato almeno un inning completo o aver effettuato l'eliminazione determinante per mantenere il vantaggio. Se il rilievo in gioco al momento del vantaggio fa un'apparizione inefficace (permette agli avversari di segnare) e breve (meno di un inning), il classificatore può decidere di attribuire la vittoria ad uno dei rilievi successivi, qualora ritenga che uno di questi sia stato più efficace.

## Record

### Major League Baseball

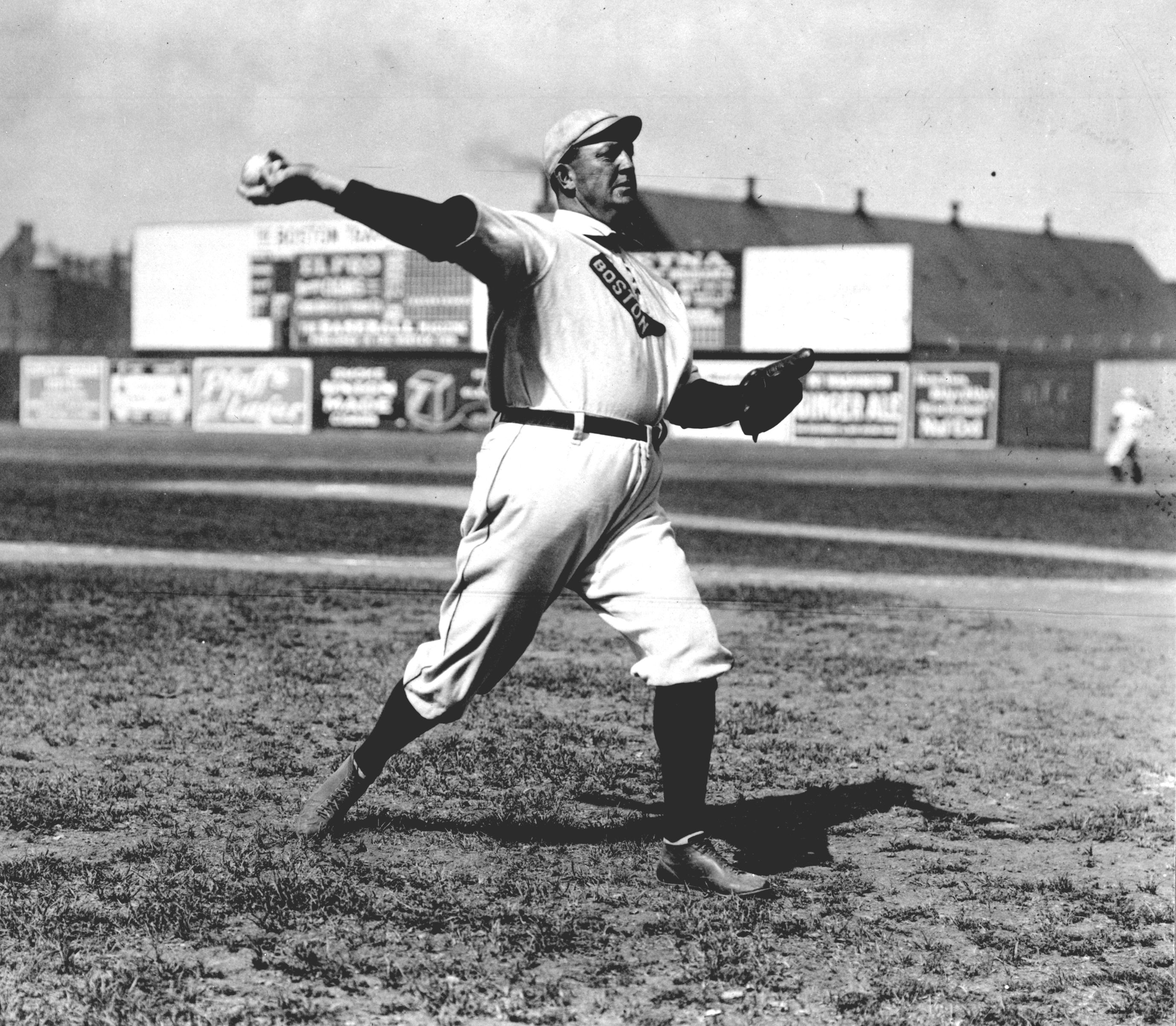
Cy Young, detentore del record assoluto di vittorie in carriera nella MLB

Il record assoluto di vittorie in carriera nella Major League Baseball (MLB) è detenuto da Cy Young con 511.
Il traguardo delle 300 vittorie in carriera è considerato un risultato di eccellenza, al punto che la MLB stessa ha costituito un informale "Club delle 300 vittorie" (300 Wins Club) che comprende i lanciatori che hanno raggiunto o superato tale soglia. Finora sono 24 i giocatori entrati nel club.
Il record di vittorie in una sola stagione appartiene a Charles Radbourn, soprannominato "Old Hoss", con 59 vittorie ottenute nella stagione 1884.

### Nippon Professional Baseball
Il record assoluto di vittorie in carriera nella Nippon Professional Baseball (NPB) appartiene a Masaichi Kaneda con 400.

### Campionato italiano di baseball
Il record assoluto di vittorie in carriera nel campionato italiano di baseball è detenuto da Rolando Cretis con 183.
Il record di vittorie in una singola stagione appartiene a Giuseppe Silva con 21, ottenute nella stagione 1970 nelle file del Milano Baseball 1946.